# 11152 Oomine
11152 Oomine è un asteroide areosecante. Scoperto nel 1997, presenta un'orbita caratterizzata da un semiasse maggiore pari a 2,1880580 UA e da un'eccentricità di 0,2401981, inclinata di 3,58509° rispetto all'eclittica.
L'asteroide è dedicato alla catena montuosa Ōmine della penisola di Kii in Giappone.